# Rezerwat przyrody Jezioro Kalejty
Rezerwat przyrody Jezioro Kalejty – krajobrazowy rezerwat przyrody położony na terenie gmin Nowinka i Płaska w województwie podlaskim, w zachodniej części Puszczy Augustowskiej. Przedmiotem ochrony są wartości przyrodnicze Jeziora Długiego Augustowskiego (dawna nazwa: Kalejty) oraz swoiste cechy krajobrazu.
Obszar rezerwatu podlega ochronie czynnej.

## Położenie i obszar
Większość rezerwatu położona jest w gminie Nowinka, niewielki fragment na wschodzie – w gminie Płaska. Rezerwat znajduje się na terenie nadleśnictwa Szczebra. Położony jest kilkaset metrów na północ od brzegu Jeziora Białego Augustowskiego, będącego administracyjną granicą Augustowa, i ok. 5 km od centrum miasta. Od północy rezerwat graniczy z wsią Strękowizna, od zachodu z gruntami PKP (linia kolejowa nr 40) i gruntami wsi Szczebra. Przez teren rezerwatu przebiegają drogi gruntowe: jedna publiczna, jedna gminna oraz szereg dróg leśnych. Na obszarze rezerwatu zlokalizowane są też ścieżki edukacyjne.
Rezerwat obejmuje Jezioro Długie Augustowskie o powierzchni 163,07 ha, trzy niewielkie jeziora dystroficzne oraz otaczające lasy. Według Zarządzenia Regionalnego Dyrektora Ochrony Środowiska w Białymstoku z dnia 12 maja 2016 r. powierzchnia rezerwatu wynosi 763,30 ha. Akt powołujący z 1980 r. podawał powierzchnię 740,67 ha (granice rezerwatu nie były zmienione, a różnice wynikają z innej metodologii pomiaru i wliczania). Długość granic rezerwatu to 21,95 km.
Położenie rezerwatu według podziału przyrodniczo-leśnego:
- kraina: Mazursko-Podlaska
  - dzielnica: Suwalsko-Augustowska

## Geologia
Obszar rezerwatu ma dość jednorodną budowę geologiczną – jest częścią sandrowej Równiny Augustowskiej. Dominują gleby rdzawe. W nieregularnych zagłębieniach w zachodniej i wschodniej części rezerwatu, dolinach rzeczek oraz tarasach jeziora znajdują się gleby bagienne i pobagienne powstałe z utworów organicznych (głównie torfów wysokich).

## Wody
Środkową część rezerwatu zajmuje Jezioro Długie Augustowskie. Ma ono nieregularny kształt, wydłużony ze wschodu na zachód. Akwen składa się z trzech odnóg (Wołowe, Kalejty, Ślepe), rozdzielonych długimi, wąskimi cyplami. Linia brzegowa jest silnie rozwinięta. Brzegi mają niezbyt strome krawędzie. Dostępne są w 80%, pozostałe części są zatorfione. Na jeziorze położona jest wyspa o pow. 0,25 ha porośnięta mieszanym drzewostanem z dominującą 80-letnią olszą i domieszką 125-letniej sosny.
W rezerwacie znajdują się też trzy jeziora dystroficzne, określane na Suwalszczyźnie jako suchary. Są to Jez. Ślepe I i Jez. Ślepe II w oddziale 165 obrębu Szczebra (płn.-zach. część rezerwatu) oraz jeziorko bez nazwy w oddziale 71 obrębu Przewięź (płd.-wsch. część rezerwatu).
Przez zachodnią część rezerwatu przebiega rzeczka Dłużanka, wypływająca z Jeziora Długiego i wpadająca do rzeki Blizna.

## Flora
Drzewostany zajmują prawie 76% powierzchni rezerwatu. Najbardziej rozpowszechnionym zbiorowiskiem jest bór brusznicowy. W tarasie rzeczki Dłużanki występują rzadkie w puszczy bory mieszane torfowcowe o charakterze borealnym. Według typologii leśnej największą powierzchnię zajmuje bór świeży (prawie 75% pow. leśnej). Następne są: bór bagienny (ponad 7%) i bór mieszany świeży (prawie 6%). Pozostałe siedliska nie zajmują więcej niż 3% powierzchni. Przeważają drzewostany z panującą sosną. Starodrzew w wieku powyżej 100 lat (czasami dochodzący do 170 lat) zajmuje ok. 35% pow. Stare sosny, rosnące często nad brzegiem, mają ciekawe ukształtowanie i są jedną z atrakcji rezerwatu.
Zespoły roślinności występujące na terenie rezerwatu:
- świerkowo-sosnowy bór brusznicowy (Vaccinio vitis-ideae – Pintum) – z runem złożonym głównie z borówki czarnej i borówki brusznicy. Występuje tu również: sasanka otwarta, widłak goździsty, widlicz spłaszczony, tajęża jednostronna, pomocnik baldaszkowy, arnika górska. Zajmuje on największą powierzchnię.
- dębowo-sosnowy bór mieszany (Querco roboris – Pinetum) – występuje miejscami na stokach wyniesień otaczających jezioro, zajmuje nieduże powierzchnie. Jest tu kilka rzadkich gatunków runa: miodunka wąskolistna, jaskier wielokwiatowy, turówka leśna, dąbrówka piramidalna.
- bór bagienny (Vaccinio uliginosi – Pinetum) – w zachodniej części rezerwatu, na obrzeżach zatorfionych obniżeń, z udziałem bagna zwyczajnego i borówki bagiennej
- torfowisko wysokie – to dawne zatoki jeziora z rzadkim skarłowaciałym drzewostanem sosnowym i runem: wełnianka pochwowata, żurawina błotna, żurawina drobnolistkowa, modrzewnica zwyczajna
- łęg jesionowo-olszowy – w zatorfionej dolinie strumienia prowadzącego wodę z jeziora Kalejty do rzeki Blizny. Dominuje tu szczyr trwały.
- ols porzeczkowy (Ribeso nigri – Alnetum)
- las mieszany torfowcowy (Betulo pubescentis – Piceetum) – porasta go świerk, brzoza omszona, olsza czarna, listera sercowata, widłak jałowcowaty, wroniec widlasty i wawrzynek wilczełyko.
- zespół turzycy bagiennej (Caricetum limosae) – we wschodniej części rezerwatu, z rzadkimi gatunkami: bagnica torfowa, rosiczka długolistna, przygiełka biała, pływacz średni, pływacz drobny, turzyca dwupienna, kłoć wiechowata.

## Fauna
Teren rezerwatu jest miejscem schronienia i bytowania licznych gatunków zwierząt, zwłaszcza ptactwa leśnego i wodno-błotnego.